# Pac's Life
Pac's Life es el sexto álbum de estudio póstumo del rapero 2Pac, que conmemora el décimo aniversario de su muerte. Aunque tuvo buenas ventas en todo el mundo, el álbum no logró alcanzar ninguna certificación en los Estados Unidos.

## Información del álbum
Pac's Life fue lanzado el martes 21 de noviembre de 2006 en los Estados Unidos, y un día antes en Europa. El álbum incluye colaboraciones de Ashanti y T.I., que aparecen en la canción "Pac's Life", y Krayzie Bone, que lo hace en el primer sencillo "Untouchable".
Una amplia gama de artistas contribuyeron en el álbum, como Ashanti, T.I., Snoop Dogg, Ludacris, Bone Thugs-N-Harmony, Papoose, Keyshia Cole, Chamillionaire, Lil' Scrappy, Big Syke, Young Buck, Outlawz, una aparición póstuma de Yaki Kadafi, y Jamal Woolard, que saltó a la fama por interpretar a The Notorious B.I.G. en la película biográfica Notorious en 2009.
El video musical del sencillo "Pac's Life" fue grabado en el Tupac Amaru Shakur Center for the Arts. El estreno mundial de "Pac's Life" fue en Access Granted de la Black Entertainment Television el miércoles 22 de noviembre. El álbum debutó en el puesto #9 en la lista Billboard 200 con 159.000 copias vendidas en los Estados Unidos en la primera semana. Se estima que el álbum ha vendido alrededor de 500.000 unidades desde entonces. Pac's Life tuvo éxito comercial en todo el mundo, aunque se desconocen las cifras de ventas exactas. 
La versión japonesa incluye dos bonus tracks, "Dear Mama (Frank Nitty Remix)" con la colaboración del cantante de R&B Anthony Hamilton (incluido también en la versión británica) y "Scared Straight".

## Recepción
La recepción del álbum fue diversa entre los críticos y los aficionados, aunque se coincidía en que las voces de 2Pac eran enérgicas, pero las producciones modernas tenían un sonido comercial. Allmusic.com describió: "Esto no significa que no haya un gran material en Pac's Life, que lo hay, pero el poder de las palabras de 2Pac se pierden con frecuencia en las producciones modernas y en los nuevos versos de artistas como Ludacris, Lil Scrappy, Ashanti y Young Buck".

## Lista de canciones
| #  | Título                               | Colaborador(es)                                                     | Productor(es)              | Duración |
| -- | ------------------------------------ | ------------------------------------------------------------------- | -------------------------- | -------- |
| 1  | "Untouchable (Swizz Beatz Remix)"    | Krayzie Bone                                                        | Swizz Beatz                | 4:16     |
| 2  | "Pac's Life"                         | T.I. & Ashanti                                                      | L. T. Hutton               | 3:38     |
| 3  | "Dumpin"                             | Hussein Fatal, Papoose & Carl Thomas                                | Sha Money XL & Canei Finch | 4:27     |
| 4  | "Playa Cardz Right (Female Version)" | Keyshia Cole                                                        | Karma Productions          | 4:33     |
| 5  | "Whatz Next"                         | A3 & Jay Rock                                                       | Salih Williams             | 3:37     |
| 6  | "Sleep"                              | Young Buck & Chamillionaire                                         | Sha Money XL               | 4:10     |
| 7  | "International"                      | Nipsey Hussle & Young Dre The Truth                                 | L. T. Hutton               | 4:01     |
| 8  | "Don't Sleep"                        | Lil Scrappy, Nutt-So, Yaki Kadafi & Stormey                         | E.D.I.                     | 3:36     |
| 9  | "Soon As I Get Home"                 | Yaki Kadafi                                                         | QD3                        | 3:40     |
| 10 | "Playa Cardz Right (Male Version)"   | Ludacris & Keon Bryce                                               | Sha Money XL               | 4:54     |
| 11 | "Don't Stop"                         | Big Syke, Yaki Kadafi, Hussein Fatal, E.D.I., Young Noble & Stormey | L. T. Hutton               | 5:25     |
| 12 | "Pac's Life (Remix)"                 | Snoop Dogg, T.I. & Chris Starr                                      | L. T. Hutton               | 3:39     |
| 13 | "Untouchable"                        | Yaki Kadafi, Hussein Fatal & Gravy                                  | Sha Money XL               | 4:25     |

## Posiciones en lista

### Álbum
| Lista (2006)                     | Posición máxima |
| -------------------------------- | --------------- |
| Lista de álbumes de Canadá       | 19              |
| Lista de álbumes de Francia      | 83              |
| Lista de álbumes de Suiza        | 62              |
| Billboard 200                    | 9               |
| Billboard Top R&B/Hip Hop Albums | 3               |
| Billboard Top Rap Albums         | 3               |
| Billboard Digital Albums         | 3               |

| Posición        | 9       | 30      | 53      | 76      | 83      | 68      | 75      | 100     | 99      | 117     | 135     | 142     | 159     | 155     | 143     |
| Ventas          | 159.580 | 52.300  | 34.983  | 33.037  | 43.682  | 21.844  | 11.993  | 8.042   | 7.621   | 6.849   | 7.000   | 6.340   | 6.224   | 5.602   | 4.317   |
| Total de ventas | 159.580 | 211.880 | 246.863 | 279.900 | 323.582 | 345.426 | 357.419 | 365.461 | 372.046 | 379.667 | 386.667 | 392.959 | 399.183 | 404.785 | 409.102 |

### Sencillos
| 2006         |   |   |    |   |    |
| "Pac's Life" | - | - | 81 | - | 35 |